# Anaxàndrides II
Anaxàndrides II (en llatí Anaxandrides, en grec antic Ἀναξανδρίδης) fou el 15è rei d'Esparta de la dinastia agíada, fill de Lleó, va regnar 560 al 520 aC.
Va rebre una ambaixada del rei Cresos de Lídia que volia formar una aliança "amb el més poderós dels grecs", se suposa que cap a l'any 554 aC. Va fer la guerra a Tègea, guerra que en els seus inicis va resultar favorable als espartans, conjuntament amb Aristó, l'altre rei espartà de la dinastia dels euripòntides. Sota els dos reis es va imposar la supressió de les tiranies i l'establiment de l'hegemonia d'Esparta a Lacònia.
La seva dona era estèril, però no se'n volia divorciar i els èfors li van portar una segona esposa amb la que va tenir Cleòmenes I. Curiosament llavors la seva primera dona va començar a donar-li fills: Doreu, Leònides i Cleòmbrot, segons diu Heròdot.
Amb els regnats d'Anaxàndrides i Aristó comencen les dades certes sobre la cronologia dels reis d'Esparta. Les biografies i l'època del regnat dels seus antecessors són dubtoses i en molts sentits sospitoses de ser falses. Només hi ha la certesa de què Polidor d'Esparta i Teopomp d'Esparta van coincidir a la Primera guerra messènica, però no es pot fixar amb seguretat en quins anys va ser.